# 犯罪急診室
是一部2018年美國動作犯罪片，由德魯·皮爾斯自編自導，這也是他執導的首部長片。其主演包括茱蒂·佛斯特、斯特林·K·布朗、蘇菲亞·波提拉、傑夫·高布倫、布萊恩·泰瑞·亨利、珍妮·斯蕾特、柴克瑞·恩杜、查理·戴及戴夫·巴帝斯塔。
該片是佛斯特繼2013年的《極樂世界》後以演員身份回歸的首部電影作品。《犯罪急診室》2018年6月8日在美國上映。

## 劇情
在不久將來的2028年，人類科技有所進步但多數窮人生活更像地獄，工作機會極少而警政、電力、自來水等都由私人企業掌控必須高價購買，清水公司因為偷水頻傳切斷洛杉磯供水全城陷入大暴動，一隊搶匪趁機搶劫銀行卻不料到金庫保安系統比預想嚴密，只好搶劫大廳中來存放金銀財寶的富豪管家群之後逃離，但內鬨爭執中被路上防暴突擊隊發現後掃射，一人死亡其餘輕重傷，帶頭老大決定前往月神旅店。
江湖名號「護士」的琴·湯瑪斯於城裡經營著一間名為「月神旅店」的秘密堡壘醫院，極度高收費的會員資格方能就醫享受高科技醫療，不問病人來路與理由，以專門照顧罪犯及地下人士；但因一名搶匪私自夾帶鑽石至醫院中，而使此處變成了黑幫交火的戰場，同時一位自己打傷自己的女病患潛入醫院，密謀著一場計畫...。

## 演員
- 茱蒂·佛斯特飾演琴·湯瑪斯／護士（Jean Thomas／The Nurse）[4]
- 斯特林·K·布朗飾演威基基（Waikiki）[4]
- 蘇菲亞·波提拉飾演妮斯（Nice）
- 傑夫·高布倫飾演尼加拉／狼王（Niagara / The Wolf King）
- 布萊恩·泰瑞·亨利飾演火奴魯魯（Honolulu）
- 珍妮·斯蕾特飾演莫根（Morgan）[4]
- 柴克瑞·恩杜飾演克羅斯比（Crosby）
- 查理·戴飾演阿卡普爾科（Acapulco）[4]
- 戴夫·巴帝斯塔飾演艾佛勒斯（Everest）
- 肯尼斯·崔（英语：Kenneth Choi）飾演布克（Buke）
- 喬許·提爾曼（英语：Josh Tillman）飾演P-22

## 製作
獅門娛樂於2017年的第67屆柏林影展上獲得了電影《犯罪急診室》的國際發行權，全球路娛樂將負責該片在北美的發行權。主要拍攝於2017年5月在洛杉磯開始進行。

## 發行
《犯罪急診室》定於2018年6月8日在美國上映。該片於2018年5月19日最先在加利福尼亞州韋斯特伍德的攝政村影院首映。

### 票房
在美國和加拿大，《犯罪急診室》和《瞞天過海：八面玲瓏》、《宿怨》同時上映，外界預估《犯罪急診室》於首週末能從2340間戲院中獲取500萬至900萬美元的票房。但在週五當天僅獲得了110萬美元（含週四晚間的27萬美元），使得預估值降低至300萬美元。美國首週票房達320萬美元，位居當週排名第八。

## 外部連結
- 互联网电影数据库（IMDb）上《犯罪急診室》的资料（英文）